# På kant med samhället
På kant med samhället (originaltitel Så møtes vi imorgen) är en norsk svartvit dramafilm från 1946 i regi av Nils R. Müller. Filmen handlar om den unge missanpassade Steffen Berg och i rollen som honom ses Georg Richter.

## Handling
Den unge studenten Steffen Berg har svårt att anpassa sig till samhällets lagar och regler. Efter att ha avbrutit sina medicinstudier börjar han arbeta i butik för att tillsammans med sin bror Jørgen och sin syster Gerda kunna försörja familjen och hålla modern borta från ålderdomshemmet. En av Steffens vänner ska resa till Amerika med sin hustru och behöver pengar. Steffen tar 500 kroner ur butikens kassa. Dagen efter blir det revision och Steffens stöld upptäcks. Hans bror betalar tillbaka pengarna mot att butiken lägger ned åtalet, vilket blir fallet.
Steffen börjar arbeta i ett växthus och om kvällarna studerar han konsthistoria. En avhandling han skriver om Parthenon blir väl mottagen och han beslutar sig för att fortsätta studierna. Hans förflutna omöjliggör dock att han får ett stipendium och efter en konflikt med brodern driver han utmed Oslos gator. När han passerar Henrik Storms kontor hör han skott avlossas och ser en man lämna platsen i en bil. En tid senare räddar han en flicka från att bli dödad. Föräldrarna är mycket tacksamma och när de hör att han är arbetslös ger de honom arbete som trädgårdsmästare.
Hos sin nye arbetsgivare känner han igen mannen från Storms kontor som heter Konrad. I tidningarna läser han att Storm har blivit mördad. Han tänker gå till polisen, men ändrar sig i sista stund efter att ha blivit övertalad av Konrads hustru Marit. Marit är mycket yngre än sin make och attraheras av den unge Steffen. Steffen får även veta att Storm varit förtjust i Marit och att Konrad mördat honom av avundsjuka.
En kväll kommer Konrad på Steffen och Marit. Han tar senare med Steffen på en tur till fjället och det går snart upp för Steffen att Konrad tänker mörda honom. Steffen rycker till i ratten på bilen de åker i och fordonet åker av vägen. Konrad dör medan Steffen klarar sig.

## Rollista
- Georg Richter – Steffen Berg
- Ola Isene – Konrad Kraft
- Helen Brinchmann – Marit Kraft
- Harald Heide Steen – Jørgen Berg
- Unni Torkildsen – Gerda Berg
- Ellen Isefiær – Fru Berg, Steffens mor
- Einar Vaage – Rasmussen
- Helge Essmar – fängelsedirektören
- Alfred Helgeby – museidirektören
- Stevelin Urdahl – politiker
- Jack Fjeldstad – polisassistenten
- Alf Sommer – lagerchefen
- Pehr Qværnstrøm – kontorschefen
- Pål Skjønberg – Erik, vän till Steffen
- Elisabeth Bang  – Eriks vän
- Knut Yran – pantsättaren
- Gudrun Heide – värdinnan
- Knut Myrvold – kriminalaren
- Bjarne Bø – trädgårdsmästare
- Per Eigil Hansson – trädgårdsmästare

## Om filmen
På kant med samhället var regissören Nils R. Müllers regidebut. Han skulle senare bli en av norsk films viktigaste och mest produktiva regissörer under efterkrigstiden. Den producerades av UNO-Film AS med Chris Ravn och Bjarne Stokland som produktionsledare. Filmen bygger på romanen Så møtes vi i morgen av Alex. Brinchmann och omarbetades till filmmanus av Müller. Den fotades av Ragnar Sørensen och klipptes av Titus Vibe-Müller. Sverre Bergh komponerade musiken.
Filmen premiärvisades den 22 april 1946 i Norge. Den hade svensk premiär den 26 juli 1948 under titeln På kant med samhället.